# Идмон
Идмон (др.-греч. Ἴδμων, «сведущий») — в древнегреческой мифологии предсказатель.
Сын Аполлона и Кирены (на словах сын Абанта), или Аполлона и Антианиры, или Аполлона и Астерии.
Согласно Хамелеону, Идмон — это прозвище Фестора.
Гадал на птицах. Участник индийского похода Диониса, прорицатель.
Совершил путешествие вместе с аргонавтами, несмотря на то, что ему была предсказана смерть на этом пути. Погиб в земле мариандинов: выйдя за соломой, подвергся нападению дикого кабана и был им ранен. Кабана убил Идас. По другим версиям, умер либо от болезни у мариандинов, либо от укуса змеи в Ливии.
Согласно эпической поэме неизвестного автора «Навпактика» (дошедшей до нашего времени лишь фрагментарно), доплыл до Колхиды.
В 559 году до н. э. дельфийский оракул Аполлона велел основать город на могиле героя Идмона, где растет дикая маслина. Мегарцы и беотийцы основали Гераклею Понтийскую. Его почитали там как героя Адаместора.
Арахна, дочь Идмона, будучи искусной ткачихой, настолько возгордилась своим мастерством, что посмела бросить вызов покровительнице этого ремесла Афине, за что была превращена разгневанной богиней в паука.